# Ludo Coeck
Ludovic Coeck (n. Berchem, Bélgica, 25 de septiembre de 1955 - Rumst, Bélgica, 9 de octubre de 1985) Fue un futbolista belga, que jugaba de mediocampista y militó en diversos clubes de Bélgica e Italia.

## Selección nacional
Con la Selección de fútbol de Bélgica, disputó 46 partidos internacionales y anotó solo 4 goles. Incluso participó con la selección belga, en 2 una sola edición de la Copa Mundial. La única participación de Coeck en un mundial, fue en la edición de España 1982. donde anotó solamente un gol y fue en la victoria por 1-0 ante El Salvador, aunque su selección quedó eliminado, en la segunda fase de la cita de España

### Participaciones en la Copa del Mundo
| Mundial                        | Sede   | Resultado    |
| ------------------------------ | ------ | ------------ |
| Copa Mundial de Fútbol de 1982 | España | Segunda Fase |

### Participaciones en la Eurocopa
| Mundial       | Sede    | Resultado    |
| ------------- | ------- | ------------ |
| Eurocopa 1984 | Francia | Primera Fase |

## Clubes
| Club          | País    | Año         |
| ------------- | ------- | ----------- |
| Berchem Sport | Bélgica | 1971 - 1972 |
| Anderlecht    | Bélgica | 1972 - 1983 |
| Inter Milán   | Italia  | 1983 - 1984 |
| Ascoli        | Italia  | 1984 - 1985 |
| RWD Molenbeek | Bélgica | 1985        |

## Fallecimiento
El 7 de octubre de 1985, mientras regresaba a Amberes, después de firmar para RWD Molenbeek y participar en un programa deportivo de televisión en Bruselas, Coeck resultó gravemente herido, cuando su BMW chocó contra las barreras de choque, en una autopista cerca de la ciudad de Rumst. Finalmente, murió dos días después, a los 30 años de edad, en la Clínica de la Universidad de Amberes en Edegem.